# Zosteria clausum
Zosteria clausum är en tvåvingeart som beskrevs av Daniels 1987. Zosteria clausum ingår i släktet Zosteria och familjen rovflugor. Inga underarter finns listade i Catalogue of Life.